# Terence Winter
Terence Winter (2 de octubre de 1960) es un guionista y productor de cine y televisión estadounidense, ganador del premio Emmy. Es el creador, escritor y productor ejecutivo de la serie de HBO, Boardwalk Empire (2009-2014). Antes su trabajo más notable fue como escritor y productor de la serie Los Soprano, para la cual comenzó a escribir durante la segunda temporada. Fue nominado al Oscar por el guion de El lobo de Wall Street (2013) de Martin Scorsese.

## Vida y carrera
Terence Winter nació en Brooklyn, Nueva York, y asistió a la Universidad de Nueva York, donde recibió un título de grado. Luego asistió a St. John's University School of Law, una universidad de Derecho en Queens. Practicaría leyes durante dos años en Nueva York antes de trasladarse a Los Ángeles, California, en 1991 con la intención de desarrollar su carrera como guionista. Allí se ganó un lugar en Sitcom Writers Workshop de la Warner Bros., y más tarde se unió al grupo de escritores de The Great Defender de la FOX, protagonizada por Michael Rispoli, que luego formaría parte del reparto de Los Soprano.
Además de Los Soprano, Winter escribió para series como Sister, Sister, Xena: la princesa guerrera, The Cosby Mysteries, The New Adventures of Flipper, Diagnosis Murder, Charlie Grace, DiResta y The PJs. Además escribió el guion de la película Get Rich or Die Tryin' (2005) y de su videojuego 50 Cent: Bulletproof. Aunque según declaró Winter, Get Rich or Die Tryin' "no tiene absolutamente ningún parecido con el guion que escribí".
En el año 2006, escribió y fue productor de la película Brooklyn Rules, dirigida por Michael Corrente y protagonizada por Alec Baldwin.
En 2014 recibió su primera nominación al premio Oscar en la categoría de mejor guion adaptado por El lobo de Wall Street.

### Los Soprano
Winter ha escrito o coescrito 25 capítulos de Los Soprano. Después de David Chase, el creador de la serie, Winter ha sido el que más episodios ha escrito. En el año 2001, junto a Tim Van Patten, Winter fue nominado al premio WGA y al premio Edgar en la categoría de mejor serie dramática por su trabajo en el capítulo "Pine Barrens" de la tercera temporada de la serie, dirigido por Steve Buscemi. En 2004, Winter ganó dos premios Emmy, uno como productor de la serie y otro como escritor por el episodio "Long Term Parking". Volvió a ganar otro Emmy por su escritura en el episodio "Members Only", en 2006. También en el año 2006, Winter escribió y dirigió un episodio, "Walk Like a Man", para la última temporada de la serie. Ganó su segundo premio WGA (Writers Guild Award) y su cuarto Emmy cuando Los Soprano ganó como mejor serie dramática. Ganó su tercer WGA por el episodio "The Second Coming", en 2008.
Durante su juventud, Winter trabajó en una carnicería cuyo dueño era el jefe de la mafia Paul Castellano. «Tenía que codearme con tipos parecidos a los de Los Soprano y veía cómo pensaban, cómo hablaban y cómo se manejaban.»

### Boardwalk Empire
En 2008 se anunció la serie Boardwalk Empire para HBO. El proyecto se basaba en un libro de Nelson Johnson adaptado por Winter, y el capítulo piloto fue dirigido por Martin Scorsese y protagonizado por Steve Buscemi, Michael Pitt y Kelly Macdonald. La serie está ambientada durante la ley seca en Atlantic City, y trata sobre la corrupción, los casinos y la mafia de dicha ciudad. El primer episodio fue transmitido en septiembre de 2010.
Como creador y principal escritor de Boardwalk Empire, Terence Winter tuvo un peso importante en la trama de la serie y en todos los guiones, produciendo y retocando cada versión final de los guiones. Además, quince de los episodios fueron escritos por Winter: "Boardwalk Empire", "The Ivory Tower", "A Return to Normalcy", "21", "Two Boats and a Lifeguard", "To the Lost", "Resolution", "The Pony", "Margate Sands", "Acres of Diamonds", "William Wilson", "Farewell Daddy Blues", "The Good Listener", "Cuanto" y "Eldorado".
Terence Winter y Boardwalk Empire ganaron un premio WGA a la mejor escritura en una serie nueva y fueron nominados a mejor escritura en una serie dramática. Boardwalk Empire ganó el Globo de Oro como mejor serie dramática. Además, Steve Buscemi ganó como mejor actor dramático y Kelly Macdonald fue nominada como mejor actriz de reparto. La serie fue incluida en el top 10 de la TV del American Film Institute en 2010. El reparto de Boardwalk Empire ganó el premio del Sindicato de Actores y Steve Buscemi como mejor actor dramático, mientras que Martin Scorsese ganó el premio DGA (Directors Guild Award) por su dirección en el primer episodio.

### Vinyl
En febrero de 2012, Winter confirmó en una entrevista para Huffington Post un nuevo proyecto televisivo para HBO, junto a Martin Scorsese y Mick Jagger. Después de haber escrito el piloto y en pleno desarrollo de la primera temporada, Winter adelantó: «Está ambientada en Nueva York a principios de los años 1970 durante el nacimiento de las eras hip-hop, punk y disco. Se centra en un ejecutivo de una compañía disquera que pasa por una crisis personal y así comienza todo». Sin embargo, después de haber estrenado la primera temporada, en 2016 HBO decidió cancelar la segunda temporada de la serie.

## Filmografía
Televisión
- The Cosby Mysteries (1995) - guionista - 2 episodios
- The Great Defender (1995) - guionista - un episodio
- Charlie Grace (1995) - guionista
- Flipper (1995-1996) - coproductor, guionista - 6 episodios
- Sister, Sister (1996-1997) - coproductor, guionista - 22 episodios
- Xena: Warrior Princess (1995-1998) - guionista - 3 episodios
- Diagnosis Murder (1998) - guionista
- DiResta (1998) - coproductor, guionista
- The PJs (1999-2000) - coproductor, guionista
- Los Soprano (2000-2007) - productor ejecutivo, productor, coproductor, guionista
- Boardwalk Empire (2010-2014) - creador, productor ejecutivo, guionista - 56 episodios
- Vinyl (2016) - creador, productor ejecutivo, guionista
- Tulsa King (2022-2023) - productor, guionista, showrunner

Cine
- Get Rich or Die Tryin' (2005) - guionista
- Brooklyn Rules (2007) - productor ejecutivo, guionista
- El lobo de Wall Street (2013) - guionista
- The Audition (cortometraje, 2015) - guionista
- Bob Marley: One Love (2024) - guionista[10]

## Premios y nominaciones
Premios Óscar
| Año  | Categoría            | Trabajo nominado       | Resultado |
| ---- | -------------------- | ---------------------- | --------- |
| 2014 | Mejor guion adaptado | El lobo de Wall Street | Nominado  |